# ثورن بی (آلاسکا)
ثورن بی (به انگلیسی: Thorne Bay) شهری در ناحیه سرشماری پرینس آو ویلز-هایدر ایالت آلاسکا است که جمعیت آن در سرشماری سال ۲۰۰۰ میلادی ۵۵۷ نفر بوده‌است.